# Análisis del plano crítico
Análisis del plano crítico se refiere al análisis de tensiones o deformaciones tal como son experimentadas por un plano particular en un material, así como a la identificación de qué plano es probable que experimente el daño más extremo. El análisis del plano crítico es ampliamente utilizado en ingeniería para tener en cuenta los efectos de historiales de carga cíclica y multiaxial en la vida a fatiga de materiales y estructuras. Cuando una estructura está bajo carga multiaxial cíclica, es necesario utilizar criterios de fatiga multiaxial que tengan en cuenta la carga multiaxial. Si la carga multiaxial cíclica no es proporcional, es obligatorio utilizar un criterio de fatiga multiaxial adecuado. Los criterios multiaxiales basados en el Método del Plano Crítico son los criterios más efectivos.
Para el caso de tensión plana, la orientación del plano puede especificarse mediante un ángulo en el plano, y las tensiones y deformaciones que actúan sobre este plano pueden calcularse mediante el círculo de Mohr. Para el caso general en 3D, la orientación puede especificarse mediante un vector normal unitario del plano, y las tensiones y deformaciones asociadas pueden calcularse mediante una ley de transformación de coordenadas tensoriales.

Animación que muestra una serie de orientaciones de grietas, cada una de las cuales se evalúa para la vida a fatiga durante el análisis del plano crítico

La principal ventaja del análisis del plano crítico sobre enfoques anteriores como la regla de Sines, o como la correlación con la tensión principal máxima o la densidad de energía de deformación, es la capacidad de tener en cuenta el daño en planos específicos del material. Esto significa que los casos que involucran múltiples entradas de carga desfasadas o cierre de grietas pueden tratarse con alta precisión. Además, el análisis del plano crítico ofrece la flexibilidad de adaptarse a una amplia gama de materiales. Los modelos de plano crítico para metales y polímeros son ampliamente utilizados.

## Historia
Los procedimientos modernos para el análisis del plano crítico se remontan a investigaciones publicadas en 1973, en las que M. W. Brown y K. J. Miller observaron que la vida a fatiga bajo condiciones multiaxiales está gobernada por la experiencia del plano que recibe el mayor daño, y que tanto las cargas de tracción como de cortante en el plano crítico deben considerarse.